# Let's Go Sunshine
Albums de The Kooks
Listen
(2014)
Singles
1. All the Time
Sortie : 16 mai 2018
2. No Pressure
Sortie : 16 mai 2018
3. Fractured and Dazed
Sortie : 14 juin 2018
4. Four Leaf Clover
Sortie : 19 juillet 2018
5. Chicken Bone
Sortie : 15 août 2018

Let's Go Sunshine est le cinquième album studio du groupe britannique de rock indépendant The Kooks sorti le 31 août 2018 par le label Lonely Cat.

## Liste des chansons
Toute la musique est composée par The Kooks.
| No  | Titre                   | Durée |
| --- | ----------------------- | ----- |
| 1.  | Intro                   | 0:20  |
| 2.  | Kids                    | 3:40  |
| 3.  | All the Time            | 4:06  |
| 4.  | Believe                 | 4:14  |
| 5.  | Fractured and Dazed     | 4:37  |
| 6.  | Chicken Bone            | 3:45  |
| 7.  | Four Leaf Clover        | 3:23  |
| 8.  | Tesco Disco             | 4:44  |
| 9.  | Honey Bee               | 2:17  |
| 10. | Initials for Gainsbourg | 4:19  |
| 11. | Pamela                  | 3:04  |
| 12. | Picture Frame           | 3:40  |
| 13. | Swing Low               | 3:44  |
| 14. | Weight of the World     | 3:37  |
| 15. | No Pressure             | 3:36  |